# Qingaaq

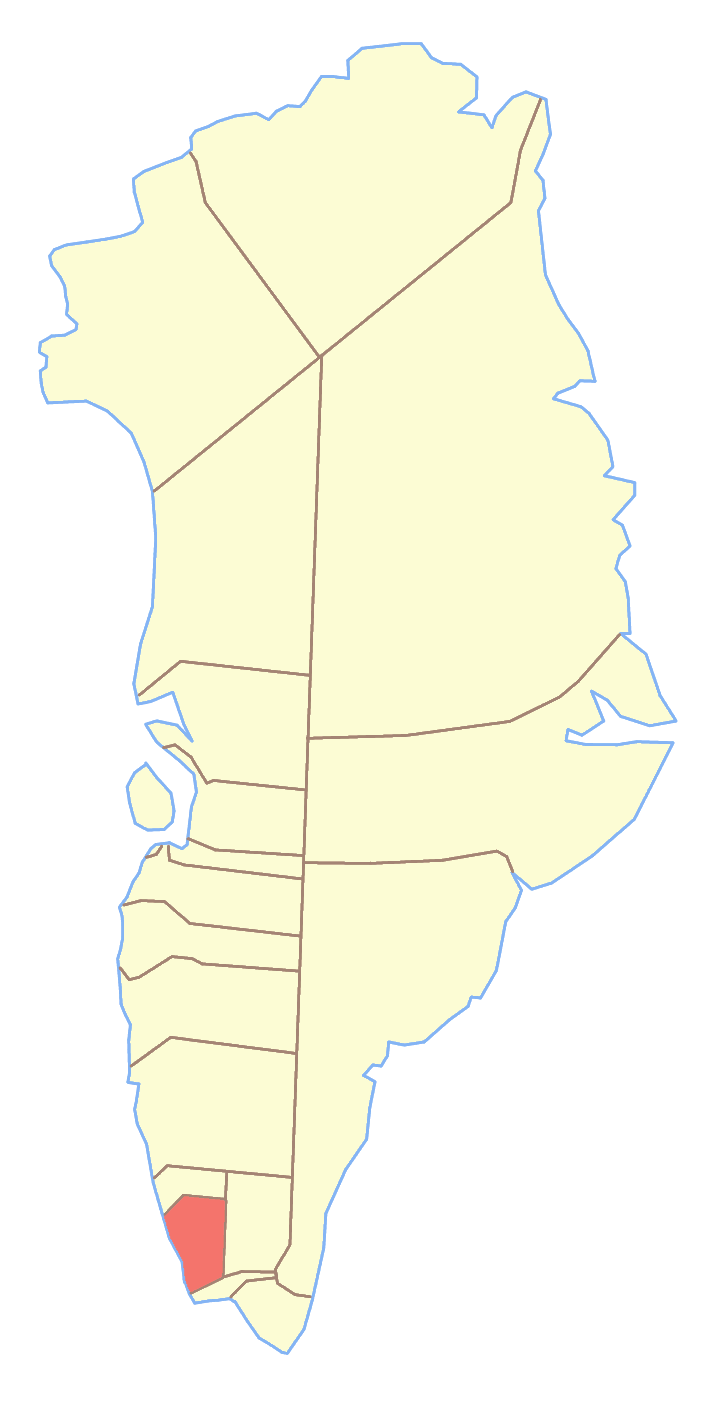
Ex comune di Ivittuut, dove si trovava il Qingaaq

Il Qingaaq è una montagna della Groenlandia di 635 m. Si trova a 61°10'N 48°08'O; appartiene al comune di Sermersooq.